# Mibu no Tadami

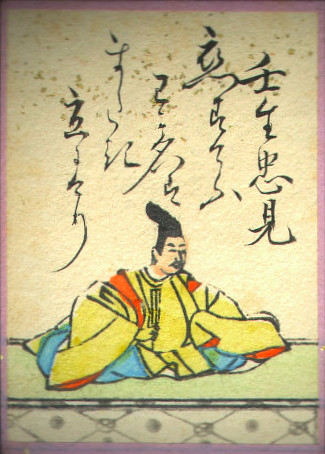
Mibu no Tadami dans lOgura Hyakunin Isshu.

Mibu no Tadami (dates inconnues, 壬生忠見) est un poète de waka du milieu de l'époque de Heian et un noble japonais. Il fait partie de la liste des trente-six grands poètes. Son père Mibu no Tadamine est aussi un poète accompli.
Ses poèmes sont inclus dans plusieurs anthologies impériales de poésie. Il existe une collection personnelle de poèmes appelée Tadamishū (忠見集).